# برنارد تومبكينز
برنارد تومبكينز (بالإنجليزية: Bernard Tompkins)‏ هو سياسي أمريكي، ولد في 6 فبراير 1904، وتوفي في 7 فبراير 1965. حزبياً، نشط في الحزب الجمهوري. وقد انتخب عضو مجلس ولاية نيويورك.